# Limnophila perscita
Limnophila perscita är en tvåvingeart som beskrevs av Alexander 1926. Limnophila perscita ingår i släktet Limnophila och familjen småharkrankar. Inga underarter finns listade i Catalogue of Life.